# Le Palais
Le Palais (in bretone Porzh-Lae) è un comune francese di 2 619 abitanti situato nel dipartimento del Morbihan nella regione della Bretagna.

## Società

### Evoluzione demografica
Abitanti censiti